# Royal Yacht Squadron
El  Royal Yacht Squadron  ( RYS , en català Reial Esquadró de Iots), és un club privat amb el domicili social situat al castell de Cowes, a l'Illa de Wight, Anglaterra. És el club nàutic de més prestigi del Regne Unit.

## Història

Els socis del club tenen el privilegi de poder enarborar com pavelló nacional el pavelló naval britànic.

Va ser fundat l'1 de juny de 1815 com  Club de Iots  a la Taverna de Thatched House del barri de Sant Jaume (Westminster). Per a ser acceptat com a soci es requeria posseir una embarcació d'almenys 10 tones, la qual cosa restringia molt l'accés. En l'actualitat la restricció es limita a estar "activament vinculat a la nàutica".
El primer president del club, Charles Anderson-Pelham (comte de Yarborough), va acceptar com a soci al Príncep Regent el 1817. Aquest, en ser nomenat Rei Jordi IV el 1820, va acceptar la presidència d'honor del club, donant-li el títol de  Reial , passant la denominació del club a  Royal Yacht Club . El 1833 el Rei Guillem IV ordena un nou canvi de denominació, a l'actual,  Royal Yacht Squadron. La seva relació amb la Marina Reial Britànica es va forjar molt aviat, pel fet que els avenços tècnics i estètics en les embarcacions dels socis del club van interessar a la Marina Reial, que els va considerar d'utilitat per al seu propi desenvolupament. Per això, l'Almirallat Britànic va autoritzar el 1829 el privilegi que els socis armadors del club podien enarborar com pavelló nacional el pavelló naval de la Gran Bretanya.